# Ленкупе
Ленкупе (пол. Lenkupie, нім. Lengkupchen) — село в Польщі, у гміні Дубенінки Ґолдапського повіту Вармінсько-Мазурського воєводства.
Населення — 34 особи (2011).
У 1975-1998 роках село належало до Сувальського воєводства.

## Демографія
Демографічна структура станом на 31 березня 2011 року:
|          | Загалом | Допрацездатний вік | Працездатний вік | Постпрацездатний вік |
| -------- | ------- | ------------------ | ---------------- | -------------------- |
| Чоловіки | 18      | 5                  | 11               | 2                    |
| Жінки    | 16      | 6                  | 8                | 2                    |
| Разом    | 34      | 11                 | 19               | 4                    |